# HMS Ashanti (F51)
Za druge ladje glejte HMS Ashanti.
HMS Ashanti  je bila rušilec razreda tribal Kraljeve vojne mornarice.
V svoji karieri je imela tri različne oznake:
- L51 (avgust 1938 - december 1938)
- F51 (januar 1939 - jesen 1940)
- G51 (jesen 1940 - april 1949)